# Ján Filický

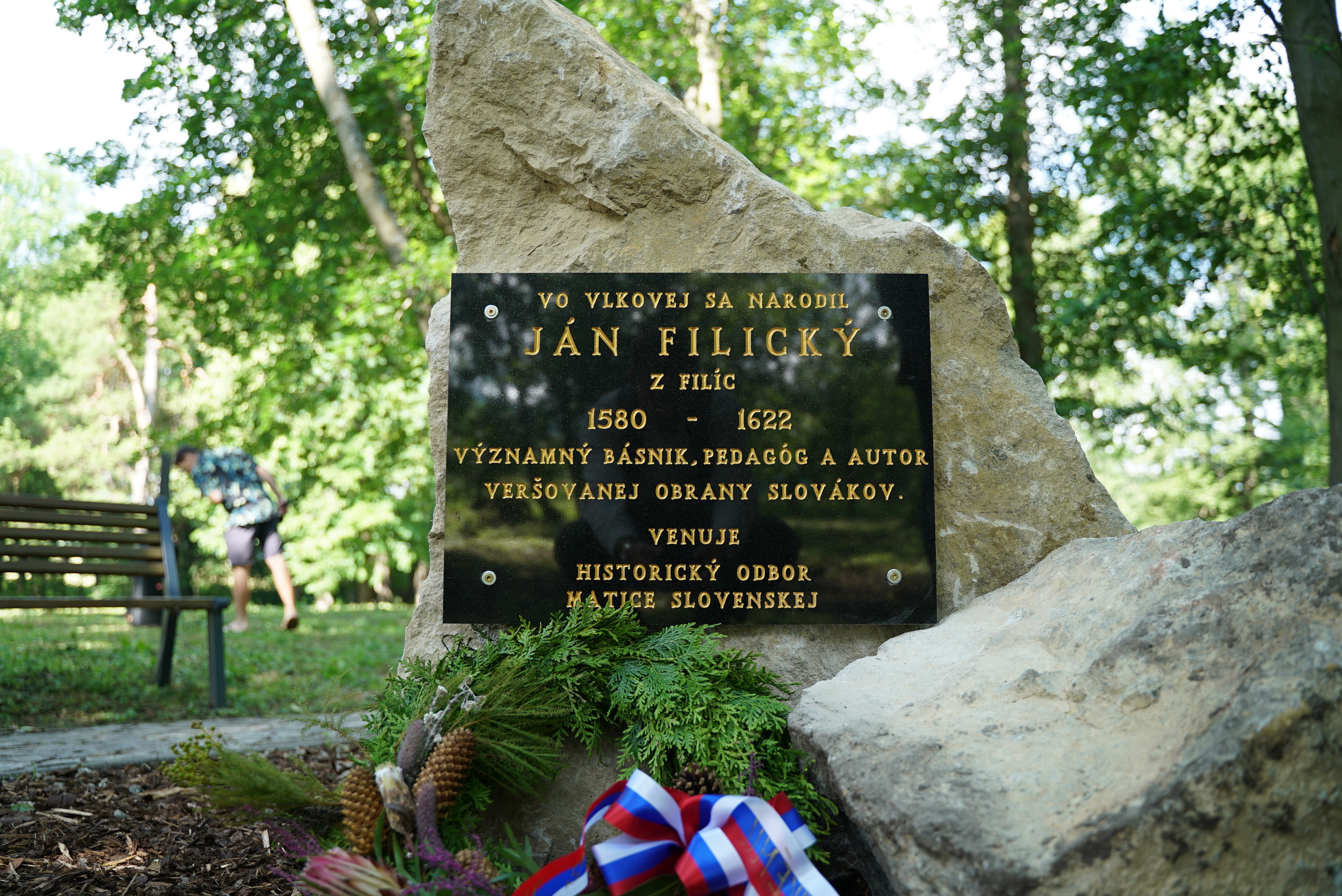
Pamětní deska ve Vlkové.

Ján Filický (1585, Vlková, Slovensko – 1622, Sárospatak, Maďarsko) byl slovenský humanistický básník.

## Životopis
Pocházel ze zchudlé zemanské rodiny a vzdělání získal v Levoči a Kežmarku, později studoval v Německu a v Praze. Ve více rodinách působil jako vychovatel a v roce 1617 odešel jako profesor na kalvínské učiliště do Sárospataku.

## Tvorba
Své latinské básně věnoval ve většině případů různým osobám (svým chovancům, básníkům, učitelům, rektorům německých univerzit apod.), některé však také obsahují anekdoty a zvířecí bajky, ostrou satiru až karikaturu, zobrazující kritiku lidských pošetilostí od hlouposti přes opilectví až po národnostní nesnášenlivost. Zajímavá je jeho báseň na obranu Slovanů Ad Sphettium.
- 1604 – Xenia natalitia
- 1609 – Primitiae poeticae (básnické prvotiny)
- 1612 – Domino Johanni, comiti palatino Rheni (Panu Janovi, rýnskému palatinovi)
- 1614 – Carminum libri duo (Dvě knihy básní)